# 阿列克谢·布良斯基
阿列克谢·谢尔盖耶维奇·布良斯基（俄语：Алексей Сергеевич Брянский，1997年9月14日—），俄罗斯男子游泳运动员，2016年世界短池游泳锦标赛男子4×50米自由泳接力、男子4×50米混合泳接力和混合4×50米自由泳接力金牌得主。